# Departamento Caucete
Caucete es un departamento en la provincia de San Juan (Argentina), ubicado en el este de la misma, donde predomina un paisaje de serranías, travesías y numerosas plantaciones de vides. Posee importantes vías de acceso hacia la capital de la provincia siendo muchas veces el paso obligado para salir o entrar a la provincia. En cuanto al turismo es muy visitado gracias al popular Santuario de la Difunta Correa, donde se recibe permanentemente turistas de casi todo el país, y por el turismo temático de la "Ruta del vino".

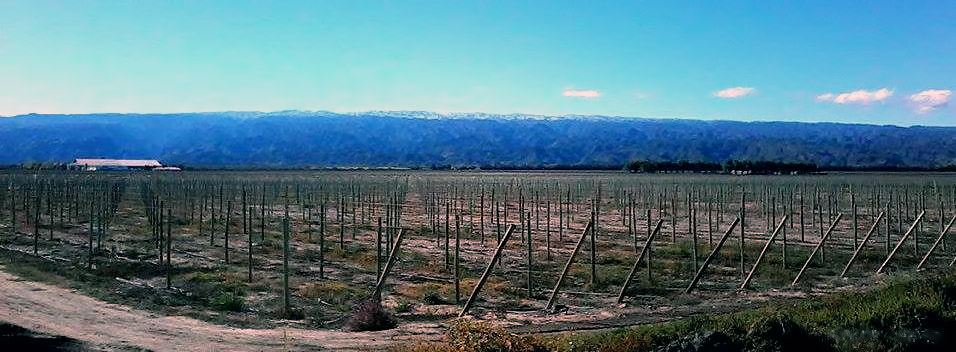
Vista de un sector de la moderna e internacional Bodega Callia S.A. De fondo se observa el Cerro Pie de Palo.

Se llamó Departamento Eva Perón entre 1952 y 1955.

## Toponimia
El nombre deriva de la palabra "cauce", y designa a un pequeño cauce de agua. Derivado del dialecto tehuelche "caucete", significa "tierra o suelo donde se habita ", o, también, "dos poblaciones donde se queda la gente.
Asimismo, canal con el que se pudiera hacer llegar el agua que bajaba de los Andes. Un oducto del esfuerzo privado de un propietario de la zona, José María de los Ríos, quien para su trazado tomó como modelo la ciudad de La Plata, planificada años antes por Dardo Rocha. Villa Colón creció y prosperó rápidamente, convirtiéndose en villa cabecera en 1917, con el consiguiente traslado de las entidades públicas y sede parroquial desde Villa Independencia. El 10 de agosto de 1948 cambia su nombre por el de Caucete, al ser declarada ciudad. El terremoto del 23 de noviembre de 1977 marcó para siempre al caucetero, quien desde aquella fecha está abocado a la reconstrucción de la ciudad.

## Geografía

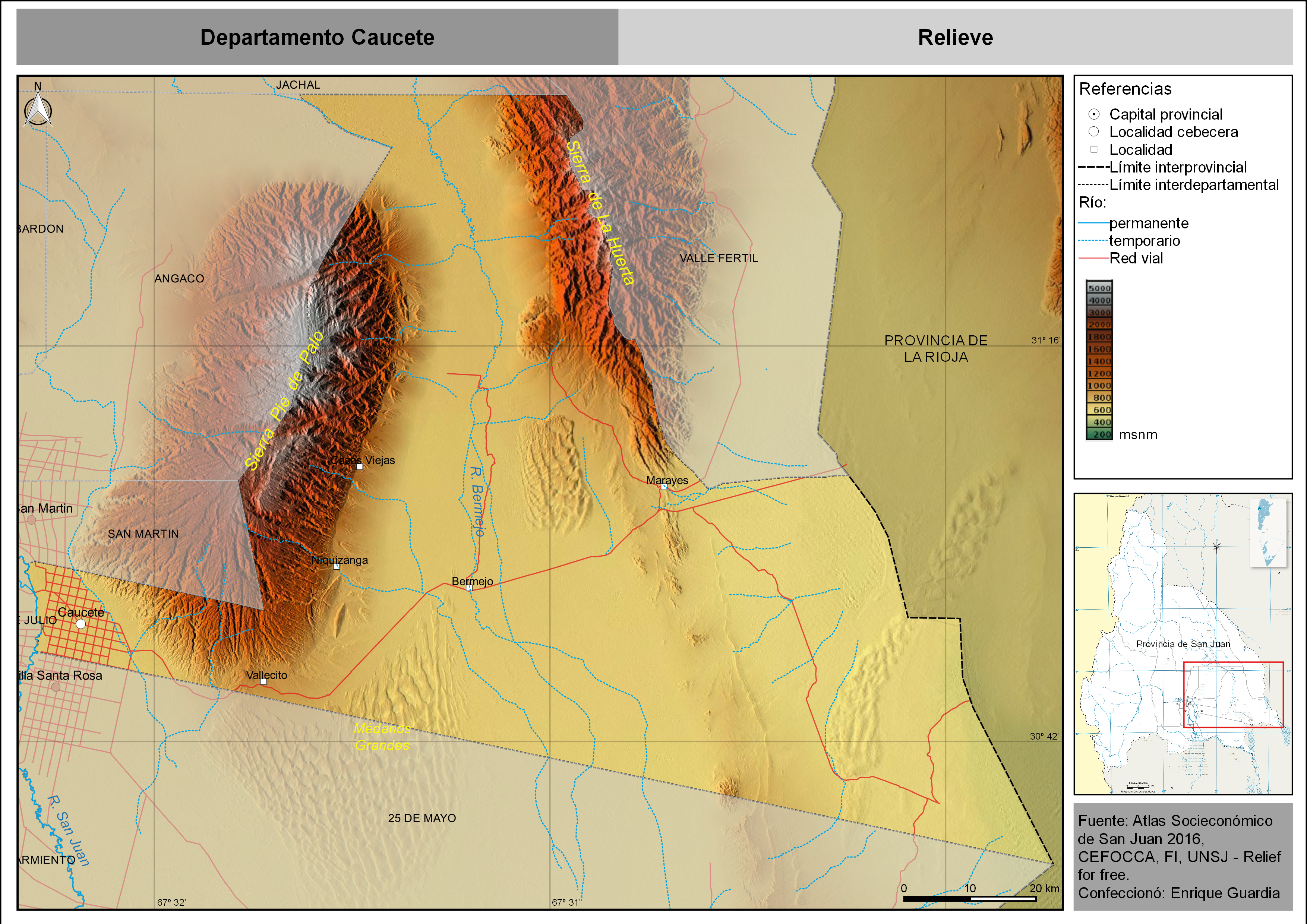
Mapa del departamento

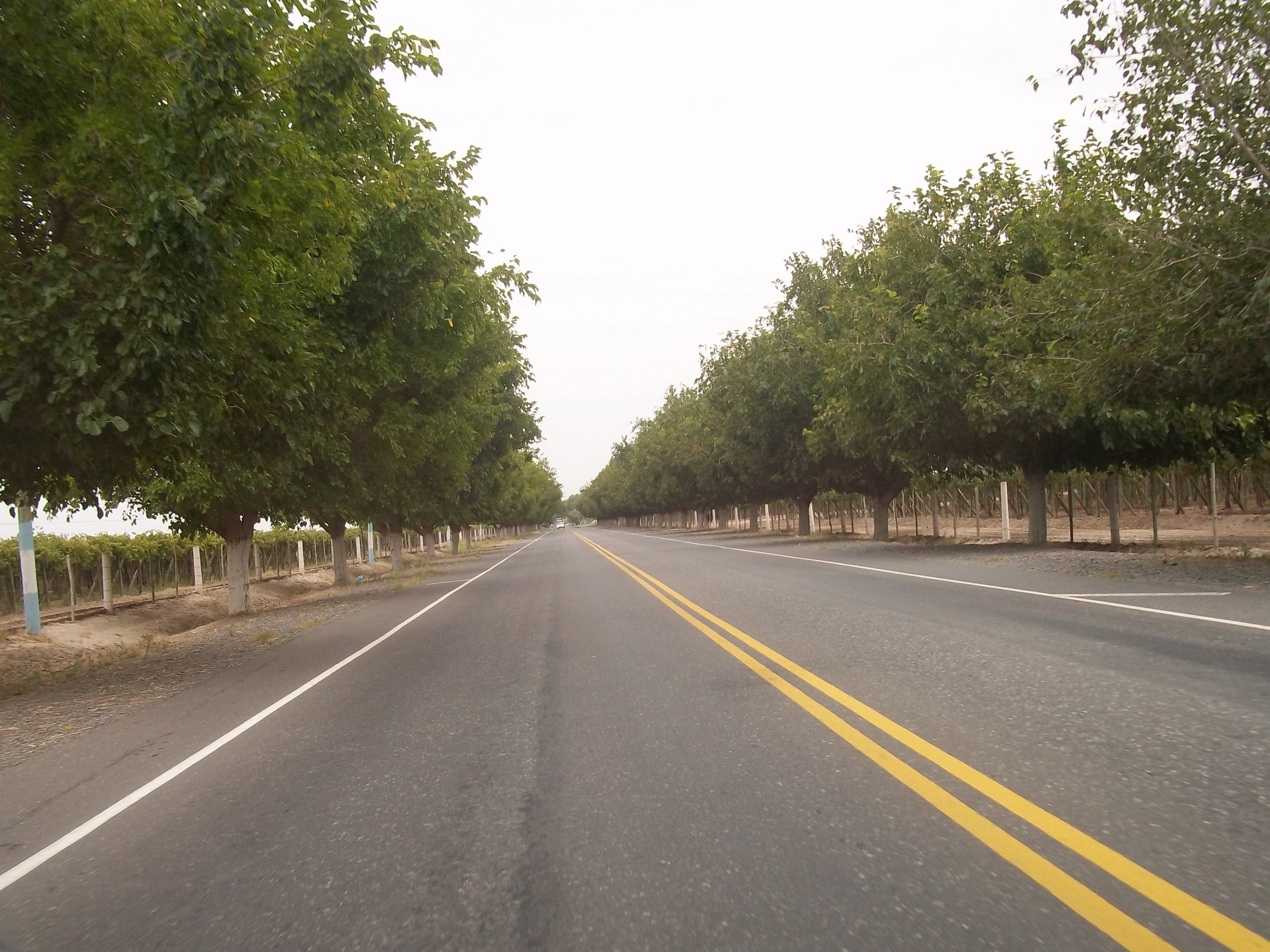
Vista de la Ruta Nacional 20 en cercanías a la localidad de Pie de Palo.

El departamento Caucete se encuentra emplazado en sur este de la provincia de San Juan, al este de la ciudad de San Juan, a 28 kilómetros, cuenta con 7.502 km² de superficie. Su villa cabecera es la ciudad de Caucete. Sus límites son:
- Al norte con el departamento de Jáchal.
- Al sur con el de 25 de mayo y la Provincia de San Luis.
- Al este con el de Valle Fértil y la provincia de La Rioja.
- Al oeste con el de 9 de julio, San Martín y Angaco.

### Relieve
En el departamento se pueden distinguir cuatro formas bien diferenciadas: la que corresponde al Valle del Tulúm, la zona de la Depresión de la Travesía (Travesía de Ampacama), lecho del río Bermejo, la zona serrana de la estructura correspondiente a la formación Sierras Pampeanas (Cerro Pie de Palo) y la zona del Gran Bajo Oriental. La vegetación es de tipo xerófila y escasa: el retamo, la chilca (es un árbol endémico que es autóctono de San Juan, en las Faldas Orientales del Pie de palo, también de La Rioja y San Luis), la jarilla, las cactáceas y un gran número de algarrobos.

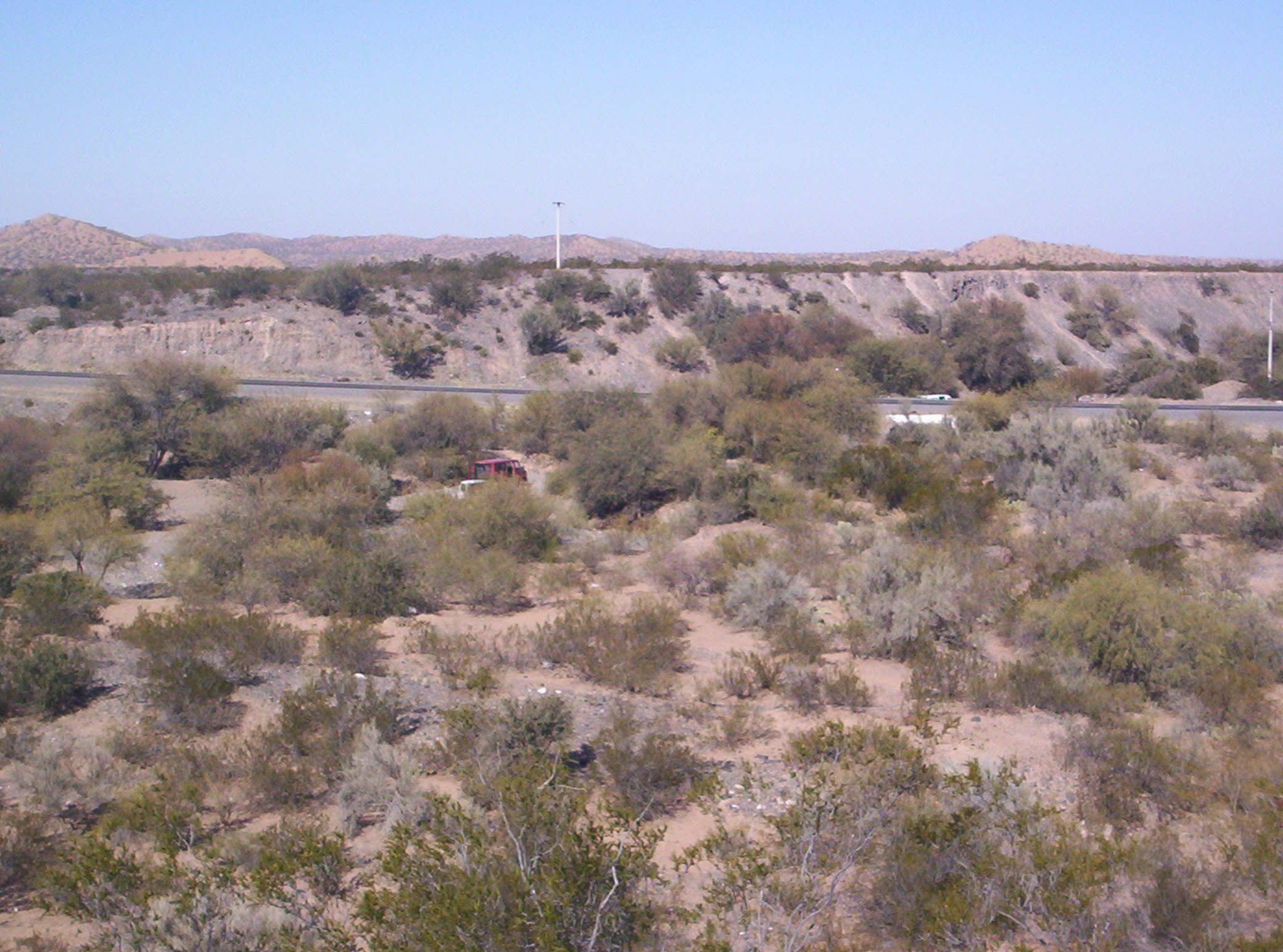
Paisaje de Caucete.

### Terremoto de Caucete 1977
El 23 de noviembre de 1977, Caucete fue asolada por un terremoto y que dejó como saldo lamentable algunas víctimas, y un porcentaje importante de daños materiales en edificaciones.
El Día de la Defensa Civil fue asignado por un decreto recordando el sismo que destruyó la ciudad de Caucete el 23 de noviembre de 1977.
- Escala de Richter: 7,4
- 65 víctimas mortales
- 284 víctimas heridas
- más de 40.000 víctimas sin hogar. No quedaron registros de fallas en tierra, y lo más notable efecto del terremoto fue la extensa área de licuefacción (posiblemente miles de km²).

El efecto más dramático de la licuefacción se observó en la ciudad, a 70 km del epicentro: se vieron grandes cantidades de arena en las fisuras de hasta 1 m de ancho y más de 2 m de profundidad. En algunas de las casas sobre esas fisuras, el terreno quedó cubierto de más de 1 dm de arena.

#### Sismicidad
La sismicidad del área de Cuyo (centro oeste de Argentina) es frecuente y de intensidad baja, y un silencio sísmico de terremotos medios a graves cada 20 años.

##### Sismo de 1861
Aunque dicha actividad geológica se ha ocurrido desde épocas prehistóricas, el terremoto de Mendoza del 20 de marzo de 1861 señala un hito importante dentro de la historia de eventos sísmicos argentinos ya que es el más fuerte registrado y documentado en el país. A partir del mismo la política de los sucesivos gobiernos provinciales y municipales han ido extremando cuidados y restringiendo los códigos de construcción.

### Fauna
La fauna está representada por liebres, algunos zorros, ñandúes, quirquinchos y guanacos en las altas cumbres de Pie de Palo. También encontramos una gran cantidad de insectos (mosquitos, moscas, escarabajos, vinchucas, chicharras, etc.), arácnidos (escorpión y arañas de diferentes especies) y reptiles (lagartijas, iguanas y serpientes), especialmente en la zona de los médanos de arena. Las temperaturas diurnas son elevadas y las noches son más frescas. En algunas ocasiones, se presentan nevadas aisladas en el sector denominado Vallecito, tal como ocurrió en los inviernos de 1999 – 2000.
- Coordenadas: 31°40′S 68°08′O / -31.667, -68.133

## Población
El censo 2010 arrojó 38 343 habitantes.
Para el censo 2022 el departamento registró 44 047 habitantes; lo que representó un aumento en la cantidad de personas del 14,9% mayor que el crecimiento poblacional provinciala situado en 20,8%. Estos datos le valieron al departamento tener la séptima mayor población, ser el tercero que menos creció y constituirse como el departamento más poblado fuera del Gran San Juan en la provincia.
Cuenta con un elevado número de habitantes, concentrados especialmente en la villa cabecera (70%). Los asentamientos que se localizan fuera del área agrícola son pequeños y su población es escasa (30%). Localidades como Vallecito (en el paraje denominado Difunta Correa) o Bermejo, casi en el límite con el Departamento Valle Fértil, sólo sostienen a pequeñas poblaciones, que realizan actividades económicas para el autoabastecimiento. La villa cabecera es de edificación sismorresistente, resultado de la reconstrucción posterior al terremoto del 23 de noviembre de 1977

## Servicios
Caucete ha desarrollado una gran red comercial durante los últimos años la Ciudad de Caucete se ha convertido en la segunda ciudad principal después del Gran San Juan. Cuyo centro comercial tiene un área de influencia que abarca hasta las localidades del Departamento 25 de Mayo. Desde el punto de vista administrativo, dispone de todos los servicios. Es abastecido de agua potable y luz eléctrica, cloacas y gas natural. En materia de centros educativos, cuenta con establecimientos de todos los niveles, incluyendo educación superior No universitaria. El sistema de riego abarca 12.506 has; los canales impermeabilizados constan de 90.478 m, mientras que los de tierra sólo 4.004 m.

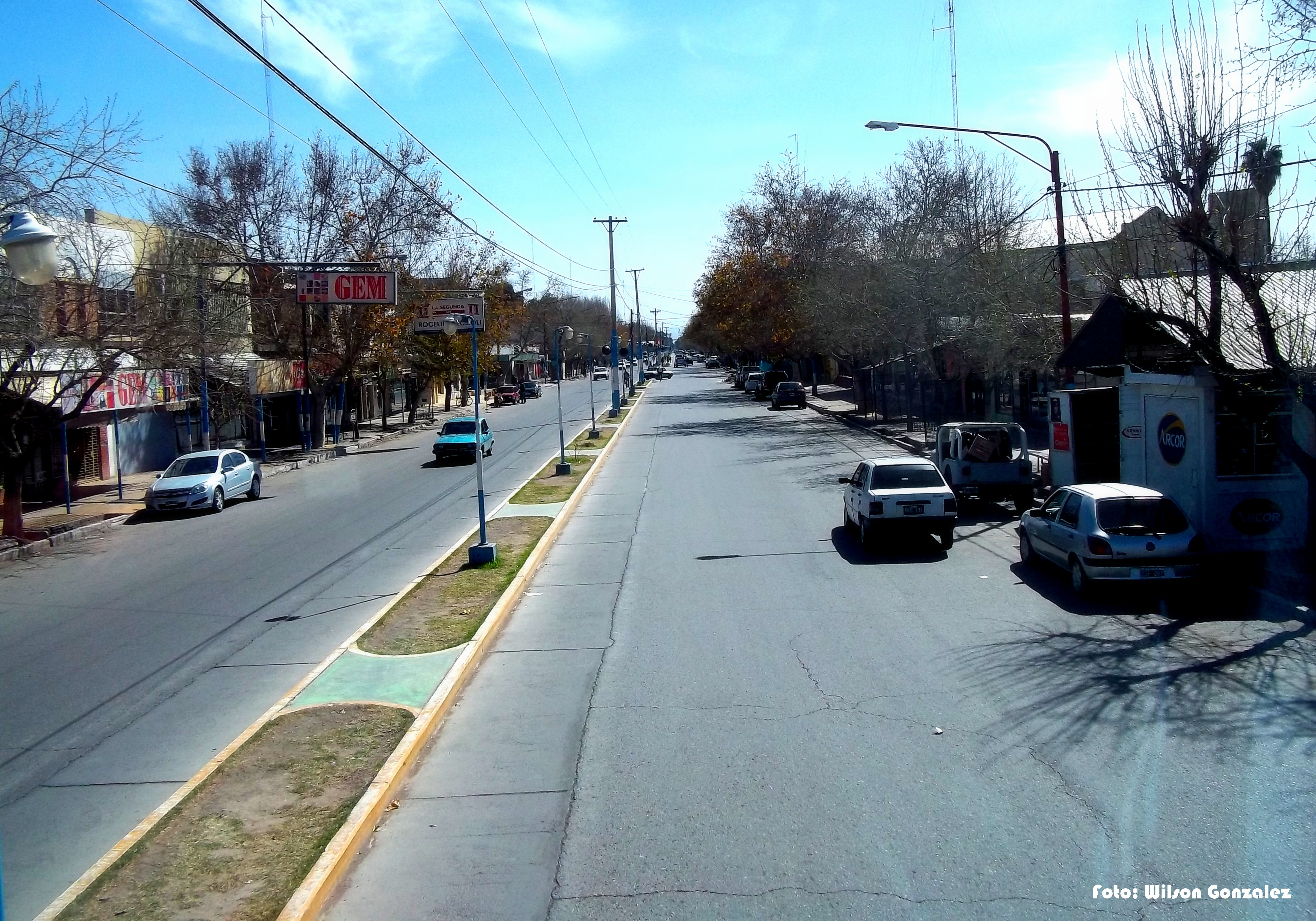

Cuenta además con una moderna Terminal de Ómnibus,ubicada en la Ruta Provincial 270 a 400 metros de la plaza principal del departamento. Se edificó en el año 2008 por la empresa CICON y fue inaugurada el 27 de abril de 2010.La Terminal posee 12 plataformas para el estacionamiento de colectivos de media y larga distancia.Entre otros servicios cuenta con oficinas de Registro Civil y ANSES, locutorio, sala de primeros auxilios y un acceso especial para ambulancias.

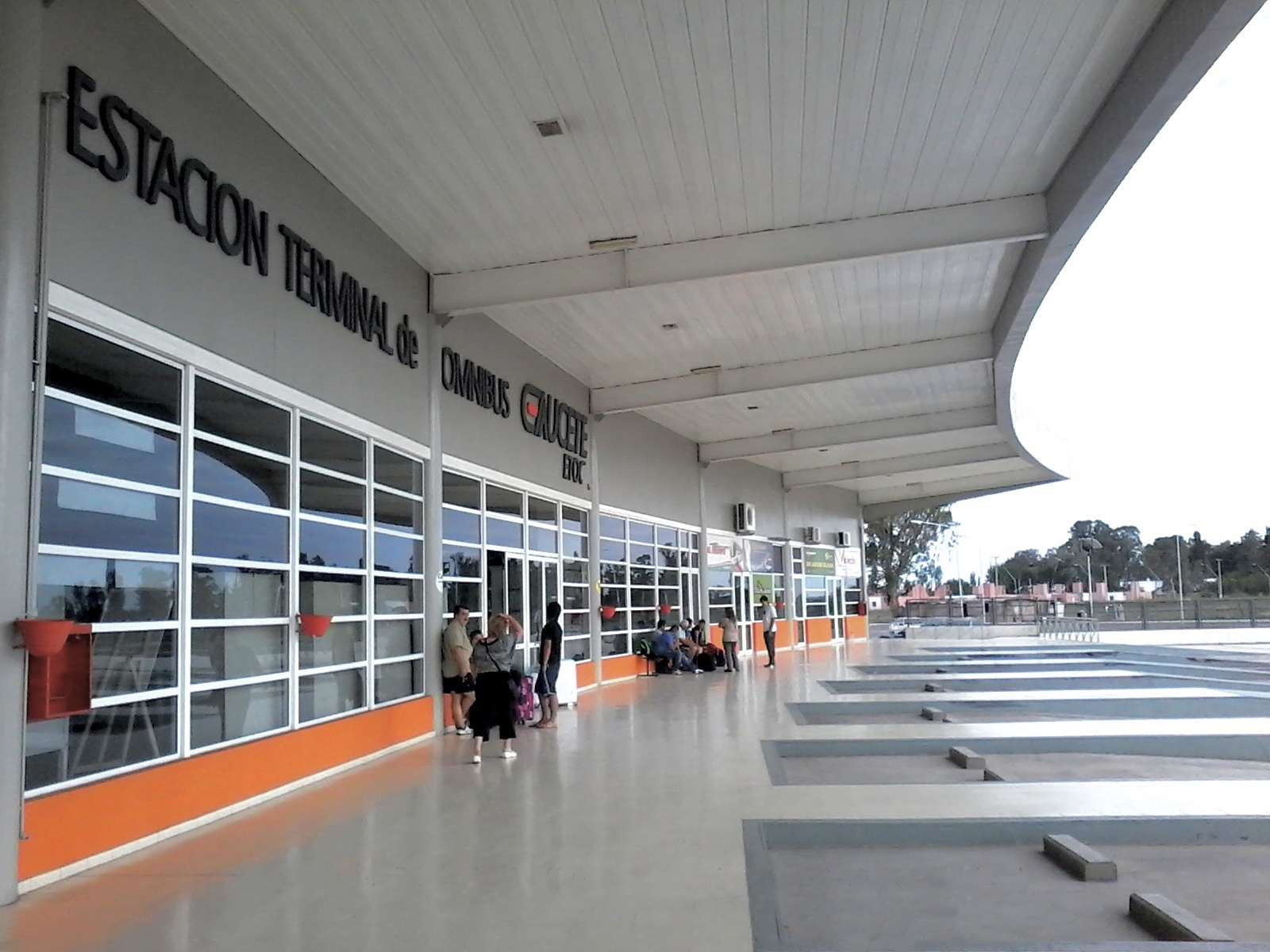

En cuanto a la educación se localizan en el departamento escuelas con niveles primario, secundario y a partir del 2008, se ha comenzado el estudio de instalar una filial de la Universidad Nacional de San Juan. También se destacan la presencia de varios institutos terciarios de modalidad privada.
Otro de los puestos fitosanitarios para control de la mosca de los frutos en productos procedentes de Valle Fértil y la provincia de La Rioja se encuentra en el paraje Vallecito. Las principales vías de comunicación son la RN 20 y RN 141, las calles Diagonal Sarmiento, de los Ríos y Juan B. Justo.

## Turismo

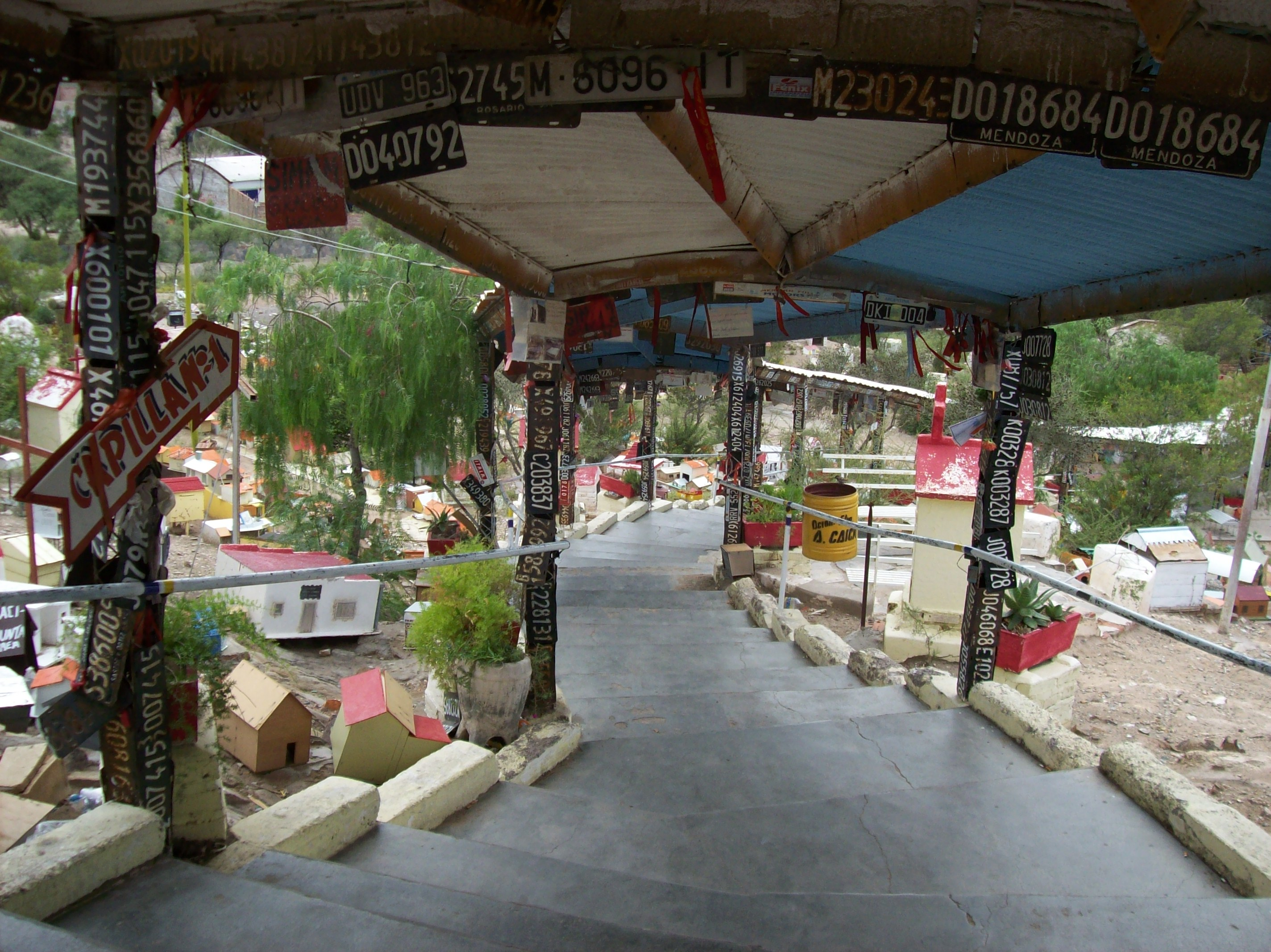
Escalinatas de ascenso al Santuario de la Difunta Correa.

Caucete ofrece importantes zonas de travesías, serranías y arroyos posibilitando la práctica varios deportes aventura, como cabalgatas, escalinatas, etcétera. También se destaca el turismo religioso como uno de los más importantes, desde el punto de vista de la infraestructura.

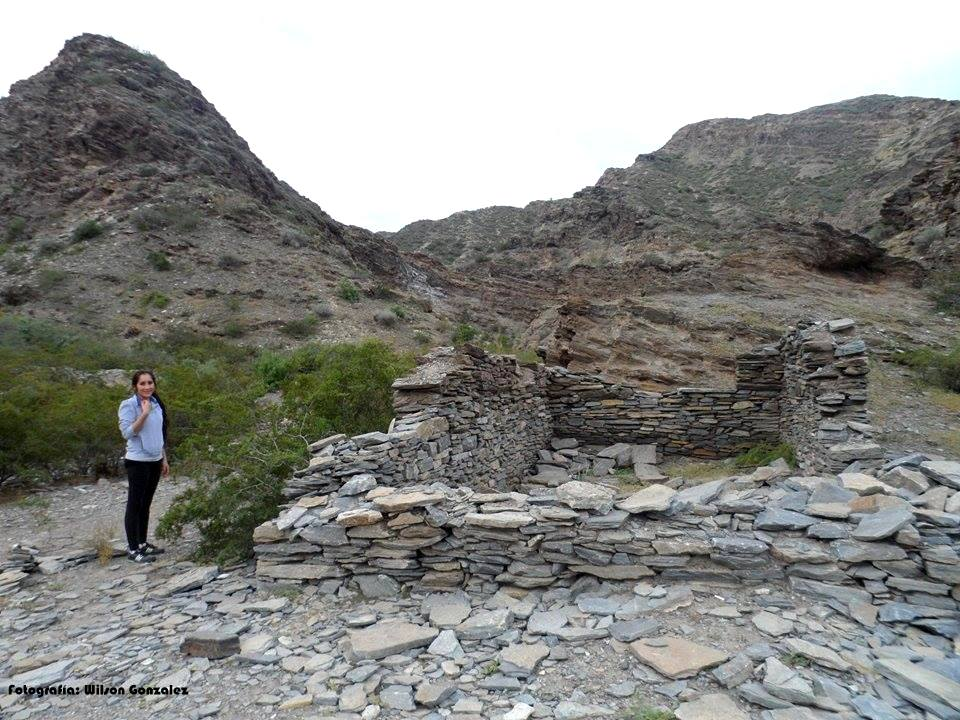
El camino al Baño del Indio es por el Departamento Caucete. La ubicación exacta del "Baño del Indio" está dentro del Departamento San Martín.
Casa de pirca (hecha de piedra sobre piedra).

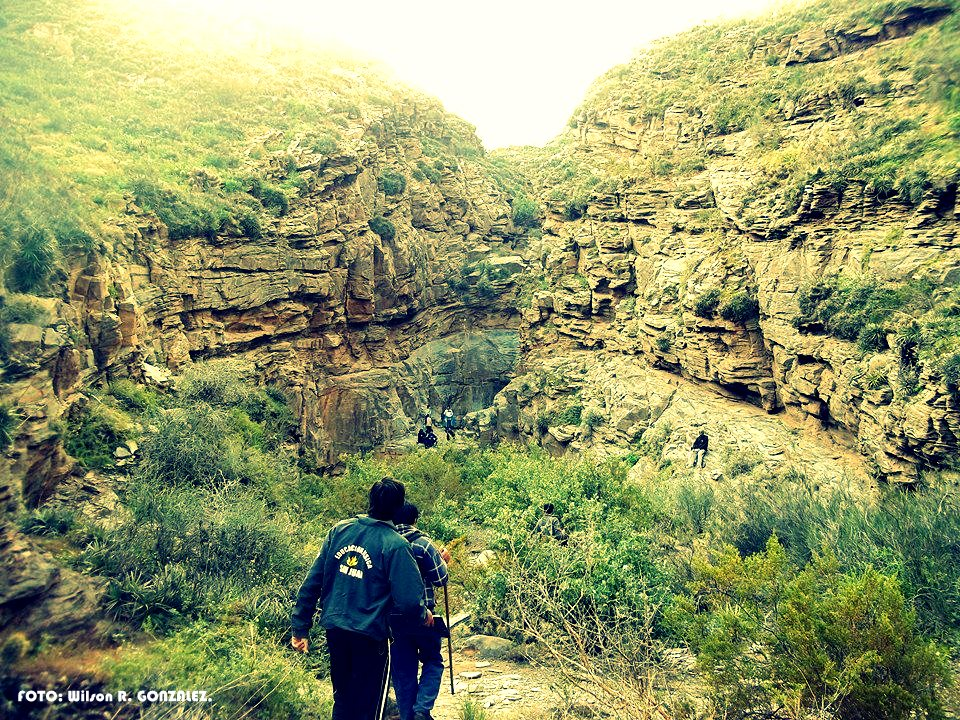
Ingreso por Caucete al "Baño del Indio", ubicado en el Departamento San Martín, sobre el Cerro Pie de Palo (Sas. Pampeanas).

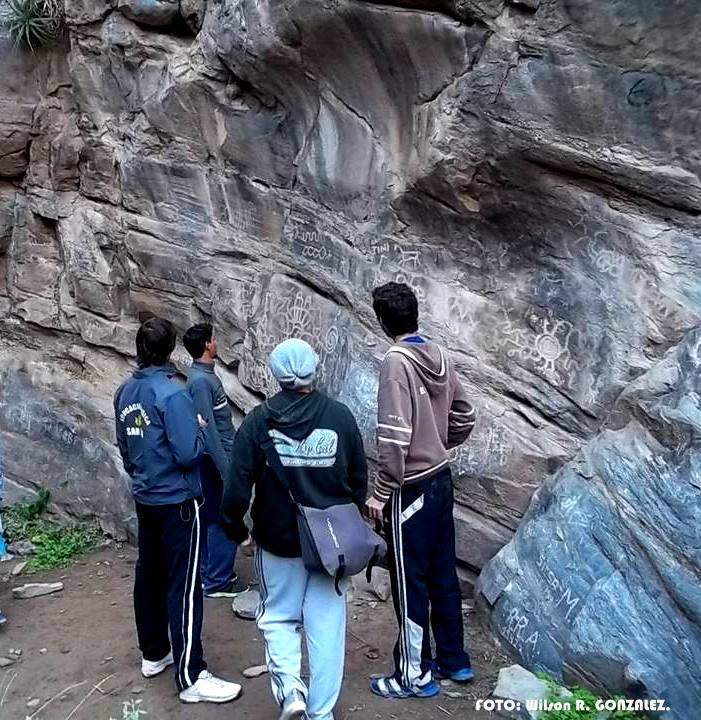
"Petroglifos" (Cerro Pie de Palo). Diseños simbólicos hecho por los pueblos originarios grabados en rocas, desgastando la capa superficial.

Los pueblos originarios que vivieron en la zona antes de la llegada de los colonizadores han dejado sus huellas en algunos sitios de gran valor arqueológico. Los numerosos petroglifos del Baño del Indio, en la Quebrada del cerro de Pie de Palo, testimonian esta presencia aborigen, otro lugar visitado del distrito Baño del Indio. 
La leyenda y el mito han dado origen al santuario de la Difunta Correa, su principal atractivo, muy visitado por turistas de todo el país. Otro santuario muy visitado es el que rinde culto a San Expedito está muy difundido en todo San Juan, La Rioja y Mendoza, ubicado en la localidad de Bermejo se lo venera de una manera especial. Esta devoción surge a partir de la historia de un matrimonio, formado por la bondadosa doña Petronila y su marido alcohólico. La mujer se encomendó a San Expedito, rogándole por su esposo que, al poco tiempo, dejó la bebida. En reconocimiento, la mujer difundió su devoción, que en la actualidad ha convertido a Bermejo en un punto de encuentro para sus promesantes.
También a partair del 2008, Caucete tendrá su propia Ruta del Vino. 

## Servicios de Bomberos

### Bomberos Voluntarios
El departamento de Caucete cuenta con el Cuartel de Bomberos Voluntarios de Caucete, siendo así, la primera sociedad de tal estilo en la Provincia de San Juan, atribuyéndose el número de representación ante la Federación de Bomberos Voluntarios de San Juan, el 01.
Tienen como fecha de fundación el domingo 24 de septiembre de 1972, cuando se creó la "Sociedad de Bomberos Voluntarios de Caucete". La misma se conformó por la comisión autodenominada como "Preformación del Cuerpo de Bomberos Voluntarios de Caucete", asistiendo a la reunión el Sr. Víctor Ahun, en carácter de intendente; Humberto Mario Luna como comisario y representantes de uniones vecinales junto a comerciantes en la Comisaría de la Seccional 9.ª de Caucete.
Sus primeras autoridades eran Miguel Muñoz Donaire y Daniel Olivares, presidente y secretario general, respectivamente. Ellos fueron los encargados de solicitar ante los organismos de gobierno, personería jurídica, la aprobación de estatutos y rúbrica de libros para el legítimo funcionamiento de la institución.
Desde el año 2015 la comisión directiva está presidida por Alfredo Albarracín, acompañado de Luis Zalazar, Marcelo Martin, Mario Paredes, entre otros. Durante este período la institución ha llevado a cabo algunos objetivos tales como; vuelta al sistema nacional bomberil, reempadronamiento ante la Dirección de Bomberos Voluntarios dependiente del Ministerio de Seguridad de la Nación, formal adhesión a la Federación de Bomberos Voluntarios de San Juan; incorporación de nuevos socio, de nuevos miembros del cuerpo activo, cadetes, bomberos; y un equipamiento acorde para un cuartel de bomberos, que hace a la protección de los miembros que conforman el cuerpo activo, quienes son capacitados y dirigidos por el Comandante Viñales, Jefe del Cuerpo Activo.

### Bomberos de la Policía
El 15 de noviembre del 2018 se inauguró en Caucete el Cuartel de Bomberos de la Policía de San Juan, denominado como "Destacamento 05", junto a la equitación y recursos humanos necesarios para combatir los diferentes siniestros de Caucete, San Martín, 25 de Mayo, Angaco y 9 de Julio. Tal entrega se realizó en el 167.º aniversario de Caucete.
Cuenta con una autobomba 0 km marca Ford, con capacidad de 3500 litros de agua, una camioneta Toyota de acción rápida con capacidad de 500 litros de agua y 15 trajes estructurales con equipamiento de protección para el personal, que prestará servicios las 24 horas.